# Valencia Basket Club 2004-2005
Questa voce raccoglie le informazioni riguardanti il Valencia Basket Club nelle competizioni ufficiali della stagione 2004-2005.

## Stagione
La stagione 2004-2005 del Valencia Basket Club è la 16ª nel massimo campionato spagnolo di pallacanestro, la Liga ACB.

## Roster
Aggiornato al 29 novembre 2021.
| Pamesa Valencia 2004-05 | Pamesa Valencia 2004-05 |
| Giocatori               | Staff tecnico           |
| ----------------------- | ----------------------- |

| N. | Naz.                                            | Ruolo | Nome                 | Anno | Alt.   | Peso   |  |
| -- | ----------------------------------------------- | ----- | -------------------- | ---- | ------ | ------ |  |
| 4  | Stati Uniti (bandiera)                          | PG    | Josh Fisher          | 1980 | 189 cm | 85 kg  |  |
| 5  | Spagna (bandiera)                               | G     | Álex Urtasun         | 1984 | 195 cm | 86 kg  |  |
| 6  | Argentina (bandiera) · Italia (bandiera)        | P     | Alejandro Montecchia | 1972 | 180 cm | 86 kg  |  |
| 7  | Francia (bandiera)                              | C     | Cyril Julian         | 1974 | 206 cm | 106 kg |  |
| 8  | Serbia e Montenegro (bandiera)                  | G     | Igor Rakočević       | 1978 | 191 cm | 83 kg  |  |
| 9  | Spagna (bandiera)                               | C     | Óliver Arteaga       | 1983 | 207 cm | 105 kg |  |
| 10 | Argentina (bandiera) · Germania (bandiera)      | AG    | Federico Kammerichs  | 1980 | 204 cm | 111 kg |  |
| 12 | Stati Uniti (bandiera)                          | G     | Jermaine Jackson     | 1976 | 194 cm | 93 kg  |  |
| 13 | Germania (bandiera)                             | AG    | Ademola Okulaja      | 1975 | 206 cm | 107 kg |  |
| 14 | Argentina (bandiera) · Italia (bandiera)        | C     | Fabricio Oberto      | 1975 | 208 cm | 111 kg |  |
| 15 | Spagna (bandiera)                               | G     | Víctor Luengo (C)    | 1974 | 196 cm |        |  |
| 16 | Spagna (bandiera)                               | P     | Pedro Llompart       | 1982 | 187 cm | 82 kg  |  |
| 18 | Serbia e Montenegro (bandiera)                  | C     | Dejan Tomašević      | 1973 | 208 cm | 113 kg |  |
| 19 | Argentina (bandiera) · Italia (bandiera)        | AG    | Leo Mainoldi         | 1985 | 202 cm | 104 kg |  |
| 21 | Scozia (bandiera)                               | C     | Robert Archibald     | 1980 | 211 cm | 113 kg |  |
| 22 | Spagna (bandiera)                               | A     | Óscar Yebra          | 1974 | 201 cm | 95 kg  |  |
| 24 | Stati Uniti (bandiera) · Italia (bandiera)      | P     | Bryce Drew           | 1974 | 189 cm | 84 kg  |  |
| 33 | Spagna (bandiera)                               | C     | Asier García         | 1978 | 206 cm |        |  |
| 42 | Stati Uniti (bandiera) · Lussemburgo (bandiera) | C     | Alvin Jones          | 1978 | 211 cm | 120 kg |  |
| 44 | Francia (bandiera)                              | PG    | Antoine Rigaudeau    | 1971 | 200 cm | 102 kg |  |
| -  | Spagna (bandiera)                               | C     | José Amador          | 1983 | 210 cm |        |  |
| -  | Argentina (bandiera) · Spagna (bandiera)        | P     | Nicolás Calvo        | 1986 | 186 cm |        |  |
| -  | Spagna (bandiera)                               | AG    | Javier Rodríguez     | 1984 | 202 cm |        |  |

| Allenatore |
| - Pablo Laso (fino al 14 marzo) - Chechu Mulero (dal 15 marzo)                                                            |
| Assistente/i |
| - Carlos Frade - José Vicente Gil - Chechu Mulero (fino al 15 marzo) Legenda - (C) Capitano - (IN) Inattivo - Infortunato |

## Mercato

### Sessione estiva
| Acquisti | Acquisti         | Acquisti            | Acquisti      | Acquisti |
| R.a      | Nome             | da                  | Modalità      |          |
| -------- | ---------------- | ------------------- | ------------- | -------- |
| AG       | Ademola Okulaja  | Pall. Treviso       | definitivo    |          |
| C        | Alvin Jones      | Siviglia            | definitivo    |          |
| A        | Óscar Yebra      | Valladolid          | definitivo    |          |
| G        | Igor Rakočević   | Stella Rossa        | definitivo    |          |
| C        | Robert Archibald | Toronto Raptors     | definitivo    |          |
| P        | Nicolás Calvo    | Peñarol M. d. Plata | fine prestito |          |
| C        | Óliver Arteaga   | Castelló            | fine prestito |          |
| G        | Álex Urtasun     | León                | definitivo    |          |
| G        | Jermaine Jackson | Pall. Treviso       | definitivo    |          |
| PG       | Josh Fisher      | P. Castellón        | definitivo    |          |

| Cessioni | Cessioni             | Cessioni        | Cessioni       | Cessioni |
| R.       | Nome                 | a               | Modalità       |          |
| -------- | -------------------- | --------------- | -------------- | -------- |
| C        | Dīmos Ntikoudīs      | CSKA Mosca      | fine contratto |          |
| P        | Robert Pack          | Žalgiris Kaunas | fine contratto |          |
| C        | Asier García         | Saragozza       | fine contratto |          |
| AG       | José Antonio Paraíso | Granada         | fine contratto |          |
| G        | Alessandro Abbio     | Granada         | fine contratto |          |
| C        | Fabricio Vay         | P. Castellón    | prestito       |          |

### Dopo l'inizio della stagione
| Acquisti | Acquisti     | Acquisti          | Acquisti         | Acquisti      |
| R.       | Nome         | da                | Data             | Modalità      |
| -------- | ------------ | ----------------- | ---------------- | ------------- |
| C        | Asier García | Saragozza         | 5 dicembre 2004  | prestito      |
| P        | Bryce Drew   | Viola R. Calabria | 17 dicembre 2004 | definitivo    |
| C        | Cyril Julian | Girona            | gennaio 2005     | definitivo    |
| PG       | Josh Fisher  | P. Castellón      | 4 maggio 2005    | fine prestito |

| Cessioni | Cessioni         | Cessioni          | Cessioni         | Cessioni       |
| R.       | Nome             | a                 | Data             | Modalità       |
| -------- | ---------------- | ----------------- | ---------------- | -------------- |
| PG       | Josh Fisher      | P. Castellón      | 2 novembre 2004  | prestito       |
| C        | Robert Archibald | V.L. Pesaro       | 23 novembre 2004 | rescissione    |
| C        | Asier García     | Saragozza         | 22 dicembre 2004 | fine prestito  |
| G        | Jermaine Jackson | Great Lakes Storm | gennaio 2005     | fine contratto |
| C        | Alvin Jones      | Lleida            | gennaio 2005     | rescissione    |
| P        | Bryce Drew       | Free agent        | 20 gennaio 2005  | rescissione    |
| PG       | Josh Fisher      | Saragozza         | 4 maggio 2005    | fine contratto |